# جوش هاردين
جوش هاردين (بالإنجليزية: Josh Hardin)‏ هو لاعب كرة قدم أمريكي، ولد في 10 يناير 2005 في مابل فالي في الولايات المتحدة.

## وصلات خارجية
- جوش هاردين على موقع قاعدة بيانات كرة القدم.إي يو (الإنجليزية)
- جوش هاردين على موقع Soccerway.com (الإنجليزية)